# クロト (エリトリア)
クロート（Croto）は、エリトリア・セメナウィ・ケイバハリ地方南部の村でゲレーロ地区に属する。ブリ半島北部の海岸沿いに存在する。Crota,Grutaとも綴られる。北緯15度26分、東経39度49分。標高0m。